# إستر مكوي
إستر مكوي (بالإنجليزية: Esther McCoy)‏ (1904 - 1989)؛ صحفية، مؤرخة وروائية أمريكية. درست في جامعة ميشيغان.

## الجوائز
- زمالة غوغنهايم